# إيرل ميلر
إيرل ميلر هو لاعب هوكي الجليد كندي، ولد في 12 سبتمبر 1905 في ريجاينا في كندا، وتوفي في 20 يونيو 1936.

## وصلات خارجية
- إيرل ميلر على موقع دوري الهوكي الوطني (الإنجليزية)
- إيرل ميلر على موقع قاعة مشاهير الهوكي (لاعب أن.إتش.أل) (الإنجليزية)
- إيرل ميلر على موقع EliteProspects.com (الإنجليزية)
- إيرل ميلر على موقع HockeyDB.com (الإنجليزية)
- إيرل ميلر على موقع Hockey-Reference.com (الإنجليزية)